# Edmund Burke
Edmunde Burke (n. 12 ianuarie 1729, Dublin, Regatul Irlandei – d. 9 iulie 1797, Beaconsfield, Anglia, Regatul Marii Britanii) a fost un om de stat irlandez, autor, orator, teoretician politic și filosof, care după ce s-a mutat la Londra în 1750 a servit ca membru al parlamentului între 1766 și 1794 în Camera Comunelor (House of Commons of Great Britain) ca reprezentant al Partidului Whig⁠(d).

## Citate atribuite greșit:
Maxima bine-cunoscută „Singurul lucru necesar pentru ca răul să triumfe este ca oamenii buni să nu facă nimic” este atribuită în mod eronat lui Burke.
 

Poate cea mai apropiată idee apare la Burke în 1770, în Reflecții asupra cauzei nemulțumirilor prezente unde acesta scria:
[C]ând oamenii răi se unesc, cei buni trebuie să se adune; altfel vor cădea, unul câte unul, victime uitate într-o luptă vrednică de dispreț.
O idee similară cu citatul atribuit greșit a fost exprimată în 1867 de către John Stuart Mill, într-un discurs inaugural susținut la Universitatea din Saint Andrews:
Oamenii răi nu au nevoie de nimic mai mult pentru a-și atinge scopurile decât ca oamenii buni să privească și să nu facă nimic.